# أبطال مسعى التنين 2
دراغون كويست هيروس 2 (باليابانية: ドラゴンクエストヒーローズII 双子の王と予言の終わり) (بالإنجليزية: Dragon Quest Heroes II)‏، هي لعبة فيديو إلكترونية من نوع ذبح وتقطيع وأكشن تقمص الأدوار، صدرت سنة 2016م في اليابان على نظامي بلاي ستيشن 3 وبلاي ستيشن 4، وصدرت سنة 2017م للنسخ اليابانية والعالمية مثل مايكروسوفت ويندوز ونينتندو سويتش.